# Pál József Csaba
Pál József Csaba (Csíkcsomortán, 1955. december 3.) temesvári püspök.

## Pályafutása
Középiskolai tanulmányait a Gyulafehérvári Római Katolikus Kántoriskolában, a teológiát a Gyulafehérvári Római Katolikus Hittudományi Főiskolán végezte.
1981. június 21-én szentelte pappá Jakab Antal gyulafehérvári püspök. Négy évig a marosvásárhelyi Keresztelő Szent János-plébánián volt segédlelkész.
1985-től a Temesvári egyházmegyében szolgált, ahová 2000-ben inkardinálódott. Plébános volt Bakóváron, Buziásfürdőn, majd Niczkyfalván. 1987-ben a resicabányai Havas Boldogasszony-templom plébánosává nevezték ki, majd esperesi, később hegyvidéki főesperesi kinevezést kapott. A székeskáptalan tagja volt. 1994-től a Vita Catholica Banatus egyházmegyei folyóirat felelős szerkesztője.

### Püspöki pályafutása
2018. május 16-án a Temesvári egyházmegye püspökévé nevezték ki.
Püspökké szentelésére augusztus 6-án került sor a temesvári Szent György-székesegyházban. A szentelő Pál elődje, Martin Roos püspök volt, a társszentelők pedig Ioan Robu bukaresti érsek-metropolita és Jakubinyi György gyulafehérvári érsek. Az eseményen mintegy 40 római katolikus és görögkatolikus püspök, valamint a román és a magyar kormány is képviseltette magát.

## Művei
- Senkinek sincsen nagyobb szeretete... Orbán László élete és vallomások; Verbum, Kolozsvár, 2013

## Díjai
- Krassó-Szörény megye díszpolgára (2010)[1]
- A Magyar Érdemrend parancsnoki keresztje (2021)